# Wapen van Oldambt (gemeente)

Wapen van Oldambt

Het wapen van de gemeente Oldambt werd met Koninklijk Besluit op 13 juni 2010 verleend aan de nieuw gevormde gemeente Oldambt in de Nederlandse provincie Groningen. De omschrijving luidt:
"Van azuur met in de schildvoet drie versmalde golvende dwarsbalken van zilver; een grootgetand schildhoofd van goud met vier naar boven gerichte en drie hele en twee halve naar beneden gerichte tanden met vijf zes-puntige sterren van keel, 3-2. Het schild is gedekt met een gouden kroon van vijf bladeren."

## Geschiedenis
Het getande schildhoofd is een symbolische weergave van de torens van kerken zoals op de zegels van Reiderland, Oldambt en Reiderzijlvest voorkomen, een overgenomen element uit het wapen van Scheemda. De oudste symbolen van de gemeente zijn afkomstig van Reiderland, op het zegel staat een kerkgebouw, het verdwenen klooster van de Premonstratenzers te Palmar. De afbeelding werd opgenomen in het wapen van Bellingwolde en later in Reiderzijlvest. Van Oldambt is een zegel bekend met de oorspronkelijke kerk van Midwolda. 
De golven zijn een herinnering aan de vele overstromingen en de strijd daartegen in de streek. Een tweede betekenis aan het water is een verwijzing naar de Blauwe Stad. Het aantal golven is gelijk aan de drie gemeenten die samengingen. De kleuren rood en goud zijn een verwijzing naar Corvey dat net als Winschoten onder patronaat van Sint Vitus staat. De vijf sterren staan symbool voor de kruiswonden van Christus.
Het wapen wordt gedekt met een markiezenkroon met vijf fleurons. Daartoe is de gemeente gerechtigd omdat koning Willem I in 1825 stadsrechten verleende aan Winschoten.

## Afbeeldingen

Wapen van Reiderland
Wapen van Scheemda
Wapen van Bellingwolde
Wapen van Midwolda
Wapen van Reiderzijlvest